# Pîsarivka, Volociîsk
Pîsarivka (în ucraineană Писарівка) este o comună în raionul Volociîsk, regiunea Hmelnîțkîi, Ucraina, formată numai din satul de reședință.
Localitatea face parte din regiunea istorică Volânia, iar după tratatul de pace de la Riga din 1921 a devenit parte a Uniunii Sovietice.

## Demografie
Componența lingvistică a comunei Pîsarivka
     Ucraineană (99,07%)
     Alte limbi (0,92%)
Conform recensământului din 2001, majoritatea populației comunei Pîsarivka era vorbitoare de ucraineană (99,07%), existând în minoritate și vorbitori de alte limbi.